# Shangyu

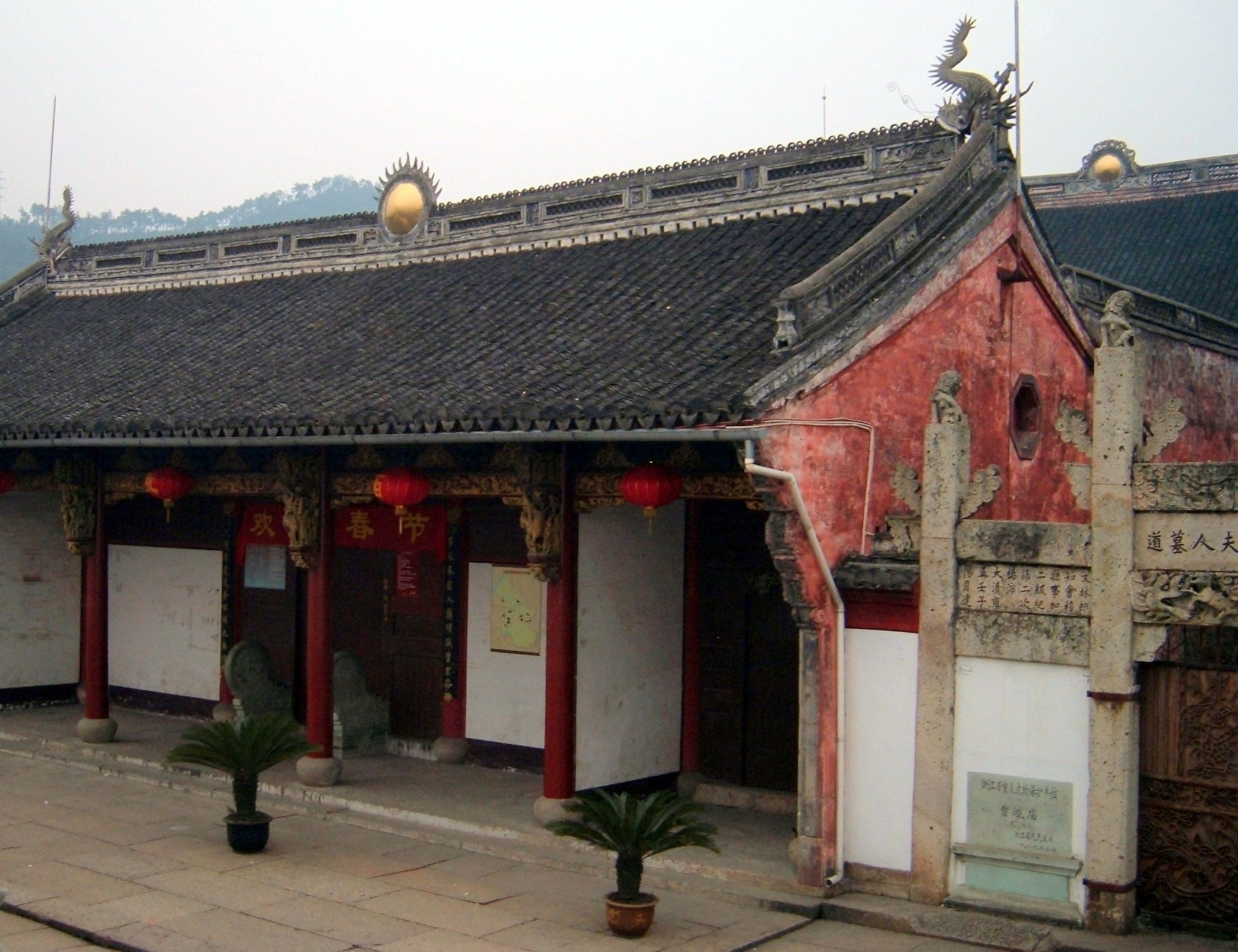
Cao-E-Tempel in Shangyu

Shangyu (chinesisch 上虞区, Pinyin Shàngyú Qū) ist ein Stadtbezirk der bezirksfreien Stadt Shaoxing in der chinesischen Provinz Zhejiang. Shangyu hat eine Fläche von 1.323 km² und zählt 839.747 Einwohner (Stand: Zensus 2020). Die kreisfreie Stadt Shangyu wurde im Oktober 2013 aufgelöst und in den heutigen Stadtbezirk umgewandelt. Administrativ setzt sich Shangyu aus drei Straßenvierteln, 15 Großgemeinden und drei Gemeinden zusammen. Sitz der Stadtbezirksregierung ist das Straßenviertel Baiguan (百官街道).

## Persönlichkeiten
- Luo Zhenyu (1866–1940), Gelehrter und Autor der späten Qing-Dynastie und der Republik China